# Leptospermum gregarium
Leptospermum gregarium är en myrtenväxtart som beskrevs av Joy Thomps.. Leptospermum gregarium ingår i släktet Leptospermum och familjen myrtenväxter. Inga underarter finns listade i Catalogue of Life.